# Ił-32
Ił-32 (ros. Ил-32) – radziecki ciężki szybowiec transportowo-desantowy z okresu po II wojnie światowej.

## Historia
Po zakończeniu II wojny światowej nastąpił rozwój wojsk powietrznodesantowych w ZSRR. W celu zwiększenia ich skuteczności rozpoczęto pracę nad budową szybowców transportowych służących do przewozu sprzętu oraz żołnierzy. Wśród zamówionych projektów znalazł się ciężki szybowiec transportowy, którego opracowanie i budowę zlecono zespołowi kierowanemu przez Siergieja Iljuszyna.
Realizując to zlecenie, opracowano szybowiec, który oznaczono jako Ił-32. Jego prototyp zbudowano w 1948 roku i był to największy ze zbudowanych w ZSRR szybowców transportowych. Do jego holowania zamierzano użyć dwóch samolotów Ił-12, a w przypadku obniżenia masy ładunku – jednego samolotu Ił-18 ASz-73 lub Tu-4. W tym samym roku dokonano jego oblotu, holując go za samolotem Ił-18D, a później za samolotem Ił-18 ASz-73.
Pomimo udanych prób ostatecznie zrezygnowano z produkcji seryjnej szybowca. Siergiej Iljuszyn postanowił zbudować w oparciu o tę konstrukcję motoszybowiec poprzez zainstalowanie pod skrzydłami dwóch silników tłokowych. Wersja to otrzymała oznaczenie Ił-34, ale również ona nie weszła do produkcji.

## Użycie
Szybowiec Ił-32 zbudowany tylko w egzemplarzu prototypowym używany był jedynie do prób.

## Opis konstrukcji
Szybowiec Ił-32 był zbudowany w układzie górnopłatu, o konstrukcji całkowicie metalowej. Część przednią i ogonową odchylano w bok w celu ułatwienia i przyspieszenia załadunku i wyładunku.
Kadłub szybowca o przekroju prostokątnym (3,2 × 4,15 m), zawierał odchylaną w bok razem z przednią częścią kadłuba kabinę dwuosobowej załogi. Część środkowa kadłuba tworzyła komorę transportową o wysokości 2,6 m, szerokości 2,8 m i długości 11,25 m. Część ogonowa była odchylana w bok. Komora ładunkowa była wyposażona w trap, po którym mogły wjeżdżać (wyjeżdżać) samochody lub inne lekkie pojazdy wojskowe.
Skrzydła dwudźwigarowe o dużej powierzchni nośnej, miały znaczne wydłużenie.
Podwozie składało się z goleni przedniej z dwoma kołami o małej średnicy i dwóch teleskopowych goleni głównych z pojedynczymi kołami. Golenie podwozia głównego połączono  zastrzałami z kadłubem.